# 黃凡
黄凡（1950年3月17日—），本名黄孝忠，臺灣小說家。

## 簡介
黃凡出生於臺北市萬華區，畢業於中原理工學院（今中原大學）工業工程學系。曾任職於貿易公司、食品工廠，後專職寫作。
黄凡在高中以後接觸了羅曼·羅蘭、杜斯妥也夫斯基、海明威等作家的作品，大學以後，尤其深受索爾·貝婁等美國作家的影響，1979年他以短篇小說〈賴索〉獲第二屆《中國時報》文學獎而成名。 創作力豐沛的他，在1980年代陸續出版了十五部小說，種類包括政治小說、都市小說以及科幻小說，備受文壇矚目，其中發表於1985年的短篇小說〈如何測量水溝的寬度〉，已被視為臺灣後設小說（metafiction，又譯：元小說）的典範之一。 1981年《大英百科全書》將其評價為80年代臺灣最有代表性的小說家。1985年，作品《慈悲的滋味》改編成電影，由蔡揚名執導。
黃凡於1990年代曾在臺灣文學界消失十多年，直到2003年才復出。

## 風格與評價
作家白先勇認為：「〈賴索〉的表現手法，異常突出，完全是現代的，運用時空交錯意識流技巧，將七十年代後期，臺灣都市工業化後，急促喧囂的步調，表露無遺。」
葉石濤曾稱他：「是屬於知性型作家，他已超過了鄉土文學。從現代社會各種活動現象，來凝視人性和行為。他代表了八○年代的創作目標與創作的方向。」他所關注的面向是小說的外在形式和系統理論，其理論是根據現實而來的。

## 作品

### 短篇小說集
- 《自由鬪士》（臺北：前衛出版社，1983）
- 《上帝們──人類浩劫後》（臺北：知識系統出版公司，1985）
- 《都市生活》（臺北：聯經，1987；臺北：希代書版公司，1988）
- 《曼娜舞蹈教室》（臺北：聯合文學出版社，1987）
- 《你只能活兩次》（臺北：希代書版公司，1989）
- 《賴索》（臺北：時報文化出版公司，1990；臺北：聯合文學出版社，2006）
- 《冰淇淋》（臺北：希代書版公司，1991）
- 施淑、高天生主編：《黃凡集》（臺北：前衛出版社，1992）
- 《黃凡小說精選集》（臺北：聯合文學出版社，1998）
- 《貓之猜想》（臺北：聯合文學出版社，2005）
- 《黃凡後現代小說選》（臺北：聯合文學出版社，2005）

### 中篇小說
- 《大時代》（臺北：時報文化出版公司，1981）
- 《零》（臺北：聯經出版公司，1982）
- 《慈悲的滋味》（臺北：聯經出版公司，1984）

### 長篇小說
- 《傷心城》（臺北：自立晚報出版部，1983）
- 《天國之門》（臺北：時報文化出版公司，1983）
- 《反對者》（臺北：自立晚報出版部，1984）
- 黃凡、林燿德：《解謎人》（臺北：希代書版公司，1989）
- 《財閥》（臺北：希代書版公司，1990）
- 《上帝的耳目》（臺北：希代書版公司，1990）
- 《躁鬱的國家》（臺北：聯合文學出版社，2003）
- 《大學之賊》（臺北：聯合文學出版社，2004）
- 《寵物》（臺北：聯合文學出版社，2006）

### 散文
- 《黃凡專欄──給福爾摩莎》（臺北：蘭亭書店，1983）
- 《我批判》（臺北：聯經出版公司，1986）
- 《東區連環泡》（臺北：希代書版公司，1989）
- 《黃凡的頻道》（臺北：時報文化出版公司，1990）
- 《靈魂密碼》（臺北：亞瑟出版社，2002）

### 其他
- 黃凡著，包裹居士校注：《不拜神也要知道的龍山寺靈籤故事》（臺北：聯合文學，2013）